# Henri Alexis Brialmont
Henri Alexis Brialmont [brial’må] (25. maj 1821 i Maagdenberg ved Venlo – 21. juli 1903 i Saint-Josse-ten-Noode ved Bruxelles) var en belgisk general og militærteoretiker.
Brialmont trådte 1843 ind i ingeniørkorpset som sekondløjtnant og blev 1868, efter at være avanceret til oberstløjtnant, direktør i Krigsministeriet, I hvilken stilling han navnlig beskæftigede sig med Belgiens befæstningsvæsen. Antwerpen blev således efter Brialmonts plan omdannet til en befæstet lejr. 1874 blev Brialmont generalmajor, 1875 generalinspektør for ingeniørkorpset, og 1877 generalløjtnant. På den rumænske regerings opfordring rejste Brialmont 1883 til Rumænien og udarbejdede en plan såvel over dette lands grænsebefæstning som over befæstningen af hovedstaden Bukarest. Da Østrig imidlertid anså disse befæstningsarbejder for et mod sig rettet fjendtligt skridt, blev Brialmont tilbagekaldt af sin regering og stillet til rådighed. Han blev dog allerede året efter genindsat i sin tidligere stilling, men vedligeholdt forbindelsen med den rumænske regering og gav stødet til afholdelsen af de meget lærerige skydeforsøg mod pansertårne ved Bukarest 1885-86. Efter atter at være vendt tilbage til Belgien beskæftigede han sig især med forstærkningen af Maas-linjens befæstning ved anlæg af ny udstrakte fæstningsværker omkring Namur og Liège vedtaget 1887, ved hvilke arbejder han derefter var beskæftiget, indtil han samtidig med deres afslutning og efter at være valgt ind i deputeretkammeret tog sin afsked 1892. Samme år rejste han til Tyrkiet for at rådgive om befæstningen af Bosporus og Dardanellerne, ligesom også Schweiz og Bulgarien senere søgte hans bistand. Indtil sine sidste år bevarede han sin interesse for sit lands befæstning og deltog med iver I den senere strid om Antwerpens befæstning.
I vide kredse er Brialmont blevet kendt ved sin meget betydelige virksomhed som militærforfatter, særlig på
befæstningskunstens område, hvor han på en tid, da artilleriet var i en rivende udvikling, blev banebryder for anvendelsen af panserkonstruktioner i landbefæstningen. Af hans betydeligste værker skal nævnes: La fortification du temps présent (2 bind, 1885), Influence du tir plongeant et des obus torpilles sur la fortification (1888), Les régions fortifiées (1890), La défense des Etats et la fortification à la fin du XIXième siècle (1895), La défense des côtes et les têtes de pont permanents (1896).